# Und dann gabs keines mehr (2015)
Und dann gab es keines mehr (Originaltitel And Then There Were None) ist eine dreiteilige britische Miniserie der BBC. Sie ist die bisher achte Adaption des gleichnamigen Agatha-Christie-Romans. Im Vereinigten Königreich wurde das Filmdrama vom 26. bis zum 28. Dezember 2015 an drei aufeinanderfolgenden Abenden auf dem öffentlich-rechtlichen Hauptsender BBC One ausgestrahlt. Die deutschsprachig synchronisierte Fassung wurde am 1. Januar 2019 im Videoportal TVNOW erstveröffentlicht.

## Handlung
Die Geschichte spielt im Jahr 1939 auf einer Insel an der Küste von Devon.
Zehn Menschen werden von „Mr. und Mrs. Owen“ in ein Herrenhaus auf Soldier Island eingeladen. Von den Gastgebern fehlt im Haus und auf der Insel jedoch jede Spur. Versorgt werden sie von dem kürzlich eingestellten Dienerpaar Thomas und Ethel Rogers. Beim ersten gemeinsamen Dinner legt Thomas eine Schallplatte auf, auf der jeder Einzelne von ihnen beschuldigt wird, einen Mord begangen zu haben. Als die erste Person stirbt, glauben alle noch an einen Selbstmord. Bei dem zweiten Mord müssen sie jedoch erkennen, dass der Mörder unter ihnen ist.

## Hintergrund
| Rolle                     | Schauspieler          | Synchronsprecher  |
| ------------------------- | --------------------- | ----------------- |
| Olivia Hamilton           | Catherine Bailey      |                   |
| Anthony Marston           | Douglas Booth         | Felix Mayer       |
| Richter Lawrence Wargrave | Charles Dance         | Reinhard Glemnitz |
| Vera Claythorne           | Maeve Dermody         | Laura Maire       |
| William Blore             | Burn Gorman           | Matthias Klie     |
| Fred Narracott            | Christopher Hatherall |                   |
| Ethel Rogers              | Anna Maxwell Martin   | Caroline Ebner    |
| General John MacArthur    | Sam Neill             | Wolfgang Condrus  |
| Emily Brent               | Miranda Richardson    | Christina Hoeltel |
| Dr. Edward Armstrong      | Toby Stephens         | Manfred Trilling  |
| Thomas Rogers             | Noah Taylor           | Jakob Riedl       |
| Philip Lombard            | Aidan Turner          | Martin Bonvicini  |

Die Miniserie ist eine Adaption von Agatha Christies Roman Und dann gabs keines mehr. Sarah Phelps schrieb das Drehbuch zur Serie und Craig Viveiros führte die Regie. Kritisiert wurde die Dramaserie unter anderem für das Zeigen des Einnehmens von Drogen, Brutalität und das Verwenden von Fluchworten. Drehbuchautorin Sarah Phelps besteht jedoch darauf, sich nah an die Buchvorlage gehalten zu haben. Die Serie wurde vom 26. bis zum 28. Dezember 2015 bei BBC One ausgestrahlt. In Deutschland wurde die Serie erstmals 2019 auf TVNOW veröffentlicht. Die deutschsprachige Synchronisation entstand durch die Synchronfirma Film- & Fernseh-Synchron in München. Die Dialogregie führte Matthias Disseler, von dem auch das Dialogbuch stammt.